# Staurastrum dilatatum
Staurastrum dilatatum là một loài Song tinh tảo trong họ Desmidiaceae, thuộc chi Staurastrum.